# آویشن‌ماهی‌های جنوبی
آویشن‌ماهی‌های جنوبی (نام علمی: Prototroctes) نام یک سرده از راسته سیمین‌ماهی‌سانان است.

## گونه ها
دو گونه در این سرده موجود است:
- آویشن‌ماهی استرالیایی آلبرت گونتر, 1864 (Australian grayling)
- انقراضآویشن‌ماهی نیوزیلندی آلبرت گونتر, 1870 (New Zealand grayling)